# Náměstí Míru (Praha)
Náměstí Míru (původně Purkyňovo náměstí, lidově „Mírák“) se nachází v obvodu a městské části Praha 2, ve čtvrti Vinohrady. Bylo založeno v roce 1884. Současný název náměstí nese od roku 1948.

## Popis

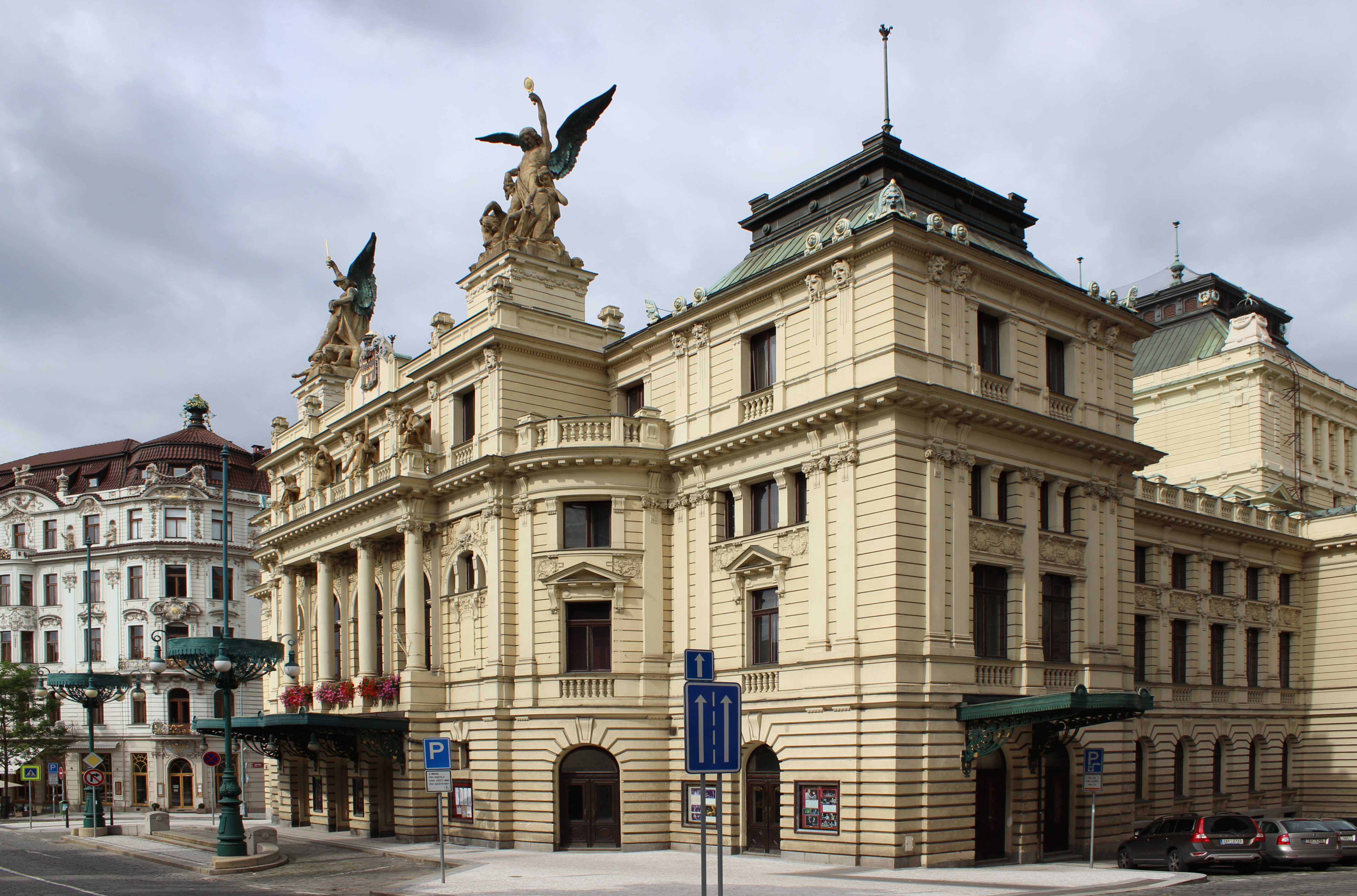
Divadlo na Vinohradech

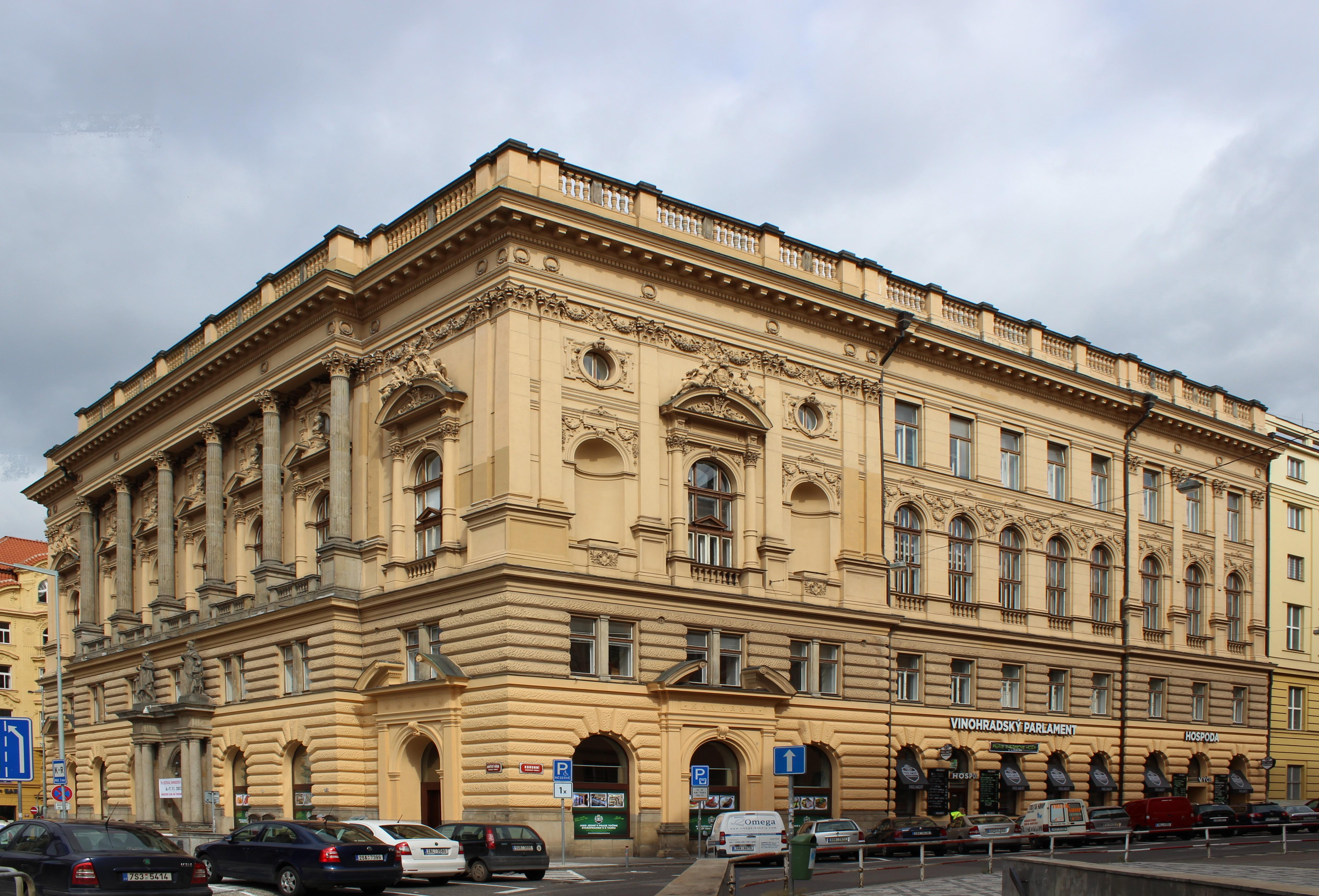
Národní dům na Vinohradech

Náměstí je centrem západní části Vinohrad. Jeho vnitřní část je upravena jako park, uprostřed kterého se nachází dominanta celého náměstí, bazilika svaté Ludmily. Po obvodě náměstí se nachází několik významných budov, například Vinohradské divadlo, Národní dům na Vinohradech, školy či úřady (konkrétně Úřad městské části Praha 2). V parku blízko kostela se nachází také alegorická socha Míru (z roku 1979), jejímž autorem je akademický sochař Jiří Kryštůfek, a památník bratří Čapků (z roku 1995), jehož autorem je Pavel Opočenský. Od roku 2015 je zde umístěn poeziomat.

## Doprava
Náměstí Míru je významným přestupním uzlem městské hromadné dopravy.
25. června 1897 byla uvedena do provozu Městská elektrická dráha Královských Vinohrad, součást okružní dráhy Praha – Žižkov – Královské Vinohrady. Přes náměstí procházela dnešními ulicemi Korunní a Anglická. 15. prosince 1897 i vinohradskou část okruhu převzal pražský podnik. 4. února 1898 byla zprovozněna druhá pražská obecní tramvajová trať, z Perštýna přes Karlovo náměstí dnešní Ječnou a Jugoslávskou ulicí na Purkyňovo náměstí. 1. července 1899 byla trať prodloužena dnešní Francouzskou ulicí dále do Vršovic. Roku 1908 vznikla na Purkyňově náměstí jedna z prvních dvou stálých tramvajových smyček v Praze (v provozu od 23. srpna 1908 do 17. dubna 1928). Úsek Anglickou ulicí byl zrušen 17. dubna 1928. Kolem roku 1978 byla trať z náměstí do Korunní ulice (tehdy Wilhelma Piecka) přeložena do Blanické ulice.
Pod náměstím se nachází stanice Náměstí Míru linky A pražského metra. Podle plánů zde má být v budoucnu přestupní stanice mezi linkami A a D. Jezdí zde několik denních i nočních tramvajových linek (4, 10, 13, 16, 22, 91, 97, 99) a autobusová linka 135.
Do náměstí ústí několik významných městských komunikací: Jugoslávská na západ směrem k Tylovu náměstí, náměstí I. P. Pavlova a Karlovu náměstí, rovněž na západ Anglická k severojižní magistrále a Karlovu náměstí, na sever Italská k západní části Žižkova, Korunní k východní části Vinohrad, Francouzská na jihovýchod do Vršovic, od severojižní magistrály a Tylova náměstí přichází jednosměrná víceproudá Rumunská ulice. Jednosměrné komunikace po obvodu náměstí tvoří de facto velký kruhový objezd.

## Budovy
- bazilika svaté Ludmily
- Národní dům na Vinohradech (dříve též ÚKDŽ – Ústřední kulturní dům železničářů)
- Divadlo na Vinohradech
- palác Valdek[4]